# Pinushydra chiquitita
Pinushydra chiquitita is een hydroïdpoliep uit de familie Corymorphidae. De poliep komt uit het geslacht Pinushydra. Pinushydra chiquitita werd in 1990 voor het eerst wetenschappelijk beschreven door Bouillon & Grohmann. 